# Mittlerer Stocksee und Umgebung
Der Mittlere Stocksee und Umgebung ist ein Naturschutzgebiet in den schleswig-holsteinischen Gemeinden Stocksee, Damsdorf und Seedorf im Kreis Segeberg.
Das rund 99 Hektar große Naturschutzgebiet ist unter der Nummer 81 in das Verzeichnis der Naturschutzgebiete des Ministeriums für Landwirtschaft, Umwelt und ländliche Räume eingetragen. Es wurde 1974 ausgewiesen (Datum der Verordnung: 3. April 1974). Zuständige untere Naturschutzbehörde ist der Kreis Segeberg. Das Naturschutzgebietes wird durch den Landesjagdverband Schleswig-Holstein betreut.
Das Naturschutzgebiet liegt im Naturpark Holsteinische Schweiz am Südufer des Stocksees. Es stellt einen rund 40 Hektar großen Teil des Stocksees und die Inseln Großrethberg, Kleine Insel und Lange Insel sowie die Halbinsel Kleinrethberg und den südlich anschließenden Bereich mit dem Lütten See unter Schutz. Der Lütte See ist durch einen Kanal mit dem Stocksee verbunden. Die Inseln und die Halbinsel sowie der Bereich um den Lütten See sind überwiegend bewaldet, die übrigen Flächen werden teilweise landwirtschaftlich genutzt. Daneben sind auch Staudenfluren, Sukzessionsflächen und Röhrichtbereiche zu finden.
Durch das klare Wasser im Stocksee können hier zahlreiche Weichtiere leben, darunter Teich- und Flussmuscheln, Schlamm- und Sumpfdeckelschnecken, seltener auch Kahnschnecken. Sie sind Nahrungsgrundlage verschiedener Tauchenten, Rallen und Fische.
Die Waldbereiche haben teilweise urwaldartigen Charakter. Sie verfügen über wichtige Totholzbestände, die Lebensgrundlage vieler Tier-, Pflanzen- und Pilzarten sind. Hier kommen Spechte, Eulen und verschiedene Singvögel vor.